# Volvo B204
Volvo B204 är en 4-cylindrig bensinmotor tillverkad av Volvo. Motorn har dubbla överliggande kamaxlar, fyra ventiler per cylinder och en slagvolym på 1,986 liter.
Motorn tillhör samma familj som Volvo B230 fast med smalare cylinderdiameter (88,9 mm, slaglängd 80,0 mm) och vissa delar är direkt överförbara till 230/234 varianterna. Ventilerna är också något mindre. Den finns med namnen B204E B204F och B204FT med 139 respektive 190 hk. B204GT saknade katalysator och gav hela 200 hk.
Den har fått smeknamnet "Italienare" och monterades i Volvo S90 2.0 16 V Turbo Intercooler, samt i versioner av Volvo 740, Volvo 940, och Volvo 780. Smeknamnet kommer av att denna motor främst gick på export till Italien där skatteregler gör det gynnsamt att ha en slagvolym under två liter, men den såldes också i Nederländerna, Belgien och Portugal.